# كأس السوبر الإسباني 1998
كأس السوبر الإسباني 1998 جمعت نسخة عام 1998 في اطار بطولة كأس السوبر الإسباني بطل الدوري الإسباني موسم 1997-98 برشلونة مع بطل كأس إسبانيا موسم 1997-98 ريال مايوركا ، أُقيمت من مباراتي ذهاب وإياب صيف عام 1998، وحقق ريال مايوركا اللقب بعد فوزة بكلا المباراتين وبمجموع المباراتين 3-1 .

## التفاصيل

### مباراة الذهاب
| ريال مايوركا                                              | 2–1 | برشلونة                                     |
| --------------------------------------------------------- | --- | ------------------------------------------- |
| دانيال غارسيا 57' · ستانكوفيتش 81' · المدرب · هيكتور كوبر |     | تشافي هيرنانديز 16' · المدرب · لويس فان خال |

### مباراة الإياب
| برشلونة             | 0–1 | ريال مايوركا                             |
| ------------------- | --- | ---------------------------------------- |
| المدرب لويس فان خال |     | دانيال غارسيا 29' · المدرب · هيكتور كوبر |